# Pithomyia laevifrons
Pithomyia laevifrons är en tvåvingeart som beskrevs av Kertesz 1916. Pithomyia laevifrons ingår i släktet Pithomyia och familjen vapenflugor. Inga underarter finns listade i Catalogue of Life.